# 妻たちの乱気流
『妻たちの乱気流』（つまたちの らんきりゅう）は、テレビ朝日系で1984年8月16日から9月27日まで放送された連続テレビドラマ。脚本を石松愛弘が書き、高戸晨一が演出した全7話の家族劇である。主演者は、エリート社員役の岡田真澄、その妻役の若尾文子、下請け会社の常務役の杉浦直樹、その妻役の松尾嘉代で、この4人が好演した辛口のホームドラマと評される。他に山口果林、山内明などが出演した。
エリートである大手鉄鋼メーカーの次長夫婦の家の隣に、そのメーカーの下請け会社の常務夫婦が引越してくる。夫の勤める会社間の力関係がその妻に及び、下請会社常務の妻は元請け会社次長の妻に取り入る。ところが強者の立場だった岡田真澄演じるエリート社員の女性問題が発覚し、隣人どうしの両家の立場が逆転する。
本作放送の前年1983年に放送された連続テレビドラマ『金曜日の妻たちへ』略して『金妻（きんつま）』が不倫をテーマにした作品として話題と人気を呼び、既婚女性の不倫願望が社会現象として認知され、『妻たちの乱気流』が放送された1984年当時の日本社会では、不倫がブームになっているという認識があり、女性関係の露呈で会社を辞めたことを素材にしたテレビコマーシャルのせりふとその小指を立てる仕草が流行していた。こうした時代を背景に、本作品は登場人物の心理とその駆け引きを描いて家族の問題を正面から扱った。

## 登場人物
征一郎
演 - 岡田真澄
大手鉄鋼メーカーの次長。女性問題で解雇される。
晶子
演 - 若尾文子
征一郎の妻。
健作
演 - 杉浦直樹
征一郎が務める会社の下請け会社の常務。
勝代
演 - 松尾嘉代
健作の妻。